# José Aparicio (zapaśnik)
José Aparicio – panamski zapaśnik walczący w stylu wolnym. Zajął siódme miejsce na igrzyskach panamerykańskich w 1971. Brązowy medalista igrzysk boliwaryjskich w 1970 roku.